# Orthopichonia visciflua
Orthopichonia visciflua là một loài thực vật có hoa trong họ La bố ma. Loài này được (K.Schum. ex Hallier f.) Vonk mô tả khoa học đầu tiên năm 1989.